# Bánk bán (opera)
A Bánk bán Erkel Ferenc háromfelvonásos operája. Szövegkönyvét Egressy Béni írta Katona József azonos című drámája alapján. Elsőként a Tisza-parti jelenetet hallhatta a közönség 1861. január 6-án, Pesten, a Nemzeti Múzeum dísztermében. A teljes mű ősbemutatójára 1861. március 9-én került sor a Nemzeti Színházban.

## Az opera története és utóélete
A Hunyadi László sikere után Erkel nyomban hozzálátott egy új opera témájának kereséséhez. Mivel ismét történelmi operát akart írni, nem volt könnyű dolga: valódi drámai töltésű magyar történelmi eseményt keveset ismerhetett. Egyes hírek szerint ezért először egy eredetileg francia nyelvű librettót akart megzenésíteni. Ha ez nem is annyira valószínű, az mindenesetre tény, hogy a zeneszerző harmadik operájának megkomponálása előtt fel kívánta mérni, hogy Egressy Bénin kívül még ki jöhet szóba, mint szövegkönyvíró. Egyes sajtóhírek szerint ezért próbaképpen Czakó Gáborral és Gaal Józseffel is íratott librettókat, de ezeket nem sikerült felkutatniuk a zenetörténészeknek, de az efféle tervek felmerülése jól mutatja, hogy a Bánk bán megzenésítése eleinte csak az egyik lehetséges terv volt a sok közül.
Erkelnek nem volt könnyű dolga. A korabeli vezető értelmiségiek szinte kivétel nélkül irodalmárok, írók, költők voltak, akiknek a jelentős része a zenét és különösen az operát felesleges fényűzésnek tartotta. A reformkor irodalmi nagyjai egyfajta komolytalanságot és olcsó szórakozást láttak a zenés színházban. Ilyen körülmények között nem volt könnyű olyan írót találni, aki ismeri a librettóírás dramaturgiai szabályait és mentes a műfaj elleni előítéletektől is, így végül maradt Egressy.
Katona József Bánk bánját először Egressy Gábor jutalomjátékaként adták elő a fővárosban, ennek következtében elképzelhető, hogy ő ajánlotta fivérének a témát. Közben kitört a szabadságharc, ami nem kedvezett volna egy új operabemutatónak, aztán az 1850-es években jött az elnyomás és a cenzúra. Az opera elkészültét ezután még egyéb körülmények is gátolták: 1851-ben elhunyt Egressy Béni, Hollósy Kornélia pedig, akinek Erkel Melinda szerepét írta, hosszú időre külföldre távozott. Aztán az 1850-es évek vége felé szép lassan enyhült a politikai légkör. Végül a bemutató 1861. március 9-én valósulhatott meg.
A darabbal kapcsolatban kezdettől fogva több probléma is volt. Politikailag sokáig nem számított kívánatosnak egy királyné-gyilkosság és a paraszti nyomor ábrázolása a színpadon. Katona drámájának előadásain előírás volt, hogy a gyilkosság nem történhet meg nyílt színtéren, csak az aktuális színfalak mögé rejtve, ezt az előadói gyakorlatot írták elő az opera számára is.
Az 1930-as években Radnai Miklós, a budapesti operaház akkori igazgatója, a Hunyadi László korszerűsítése után mind jobban sürgette a Bánk bán átdolgozását is. Szerinte erre a szöveg alacsony színvonala és rossz prozódiája miatt volt szükség, valamint a bonyolult szerkezet is nehézkessé tette a mű előadását. Radnai közben elhalálozott, így a zenei kiigazítást végül Rékai Nándor végezte el, míg a szcenikai-dramaturgiai változtatások ez alkalommal is Nádasdy Kálmán és Oláh Miklós munkái voltak. Az ily módon felújított darabot 1939. március 15-én tűzték műsorra. Ezekben az években azonban nem állt rendelkezésre a színháznál megfelelő hanggal rendelkező hőstenor, ezért a főszerepet baritonra írták át, Tiborc szólama pedig basszus lett. A címszerep baritonná változtatása sok kritikusnak nem tetszett, így amint lehetőség nyílt rá, visszaállították a tenor változatot. Ekkor, vagyis 1953-ban, Kenessey Jenő további átdolgozásoknak vetette alá a zenei anyagot. Többek között Melinda szólamát egyszerűsítette, valamint a Tisza-parti jelenetet stilizált csárdássá vonta össze. De a Hungaroton számára készült 1969-es felvételen Németh Amadé visszaállította a zenei anyag Rékai-féle változatát. Ezután pedig a Kenessey-féle változtatások mellőzésével játszották az operát a színházakban is.

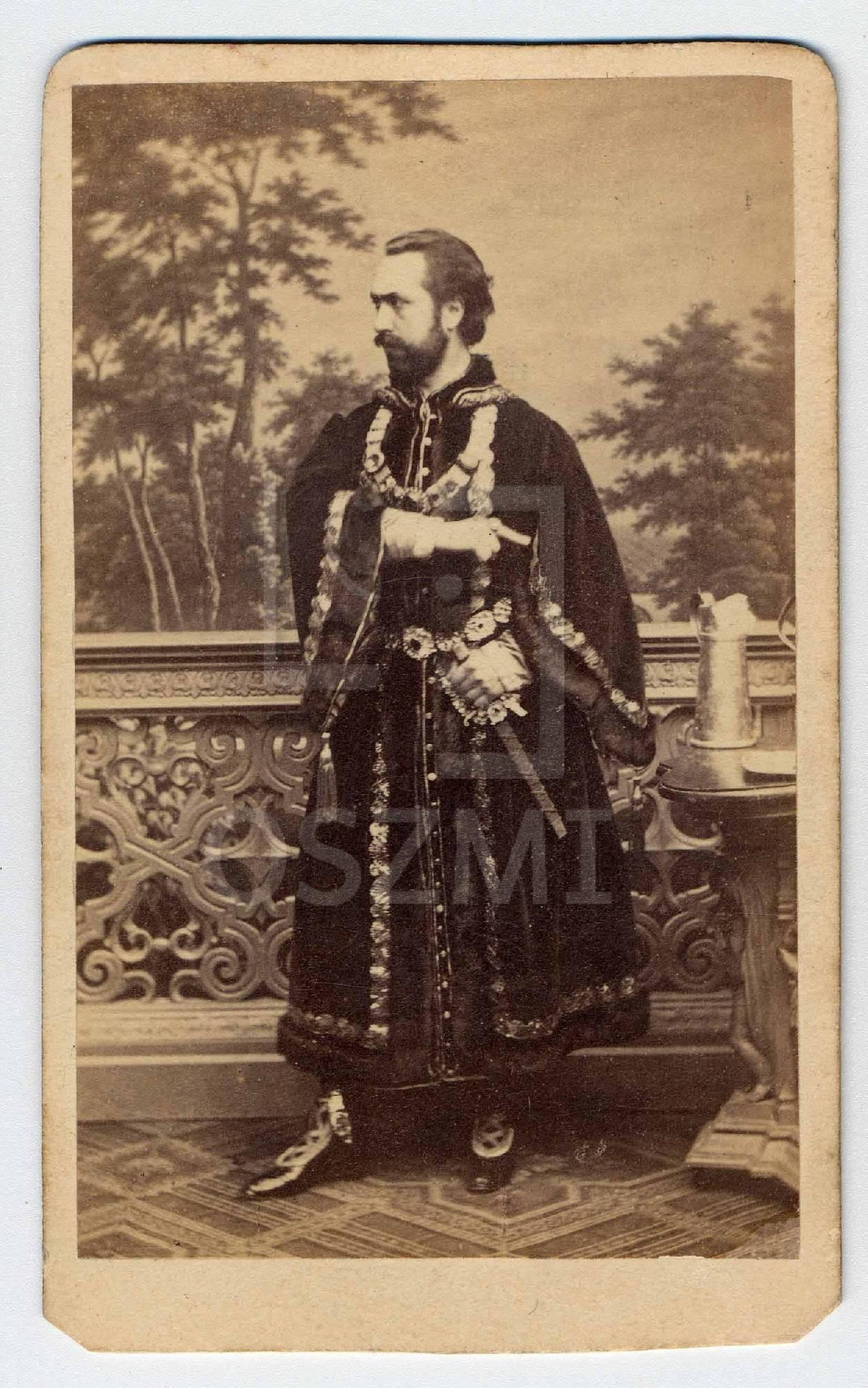
Bignio Lajos a címszerepben, a darab ősbemutatóján

Sokáig fel sem merült, hogy rekonstruálni kellene az eredeti partitúrát, és végre azt színpadra állítani. Az opera zenéjéből készült modern kiadású zongorakivonat is az átdolgozott verziót vette alapul. Az 1990-es évek elején Bácskai György rekonstruálta az eredeti partitúrát. 1993-ban, Erkel halálának századik évfordulója alkalmából, elkészítették az eredeti verzió hangfelvételét, és megjelentették azt CD-n. Ez nyilvánvalóan egy gesztus volt, ami visszhangtalan maradt, annál is inkább, mert a szponzor bank az összes CD-t megkaparintotta, kereskedelmi forgalomba alig került pár darab. Így 2000-ben, amikor felmerült, hogy operafilmet kellene forgatni a műből, Káel Csaba rendező természetesnek vette, hogy az átdolgozott verzióhoz nyúl.
Közben elkezdődött az MTA Zenetudományi Intézetben Erkel operáinak kritikai kiadása. Ennek során először a Bátori Mária, majd a Hunyadi László eredeti partitúráját adták ki. 2008-ban már készen állt a Bánk bán kritikai kiadása is (de annak megjelentetését az Erkel bicentenáriumra időzítették), így mikor a debreceni Csokonai Színház fontolóra vette, hogy műsorra tűzi nemzeti operánkat, Tallián Tibor professzor meggyőzte Vidnyánszky Attilát, hogy az ős Bánk bánt állítsa színpadra. A rendező nyilatkozata szerint az eredeti verzió nagy sikert aratott a vidéki közönség körében, és harminc előadást ért meg, valamint számos alkalommal vendégszerepelt vele más városokban is a társulat (két alkalommal Budapesten, valamint 2010-ben, a Miskolci Nemzetközi Operafesztiválon). Sajnos úgy látszik, hogy a Magyar Állami Operaház végül mégsem tűzi műsorra az ős Bánk bánt.
A 2010-2011-es évadról szóló első tájékoztatókban még arról beszéltek a MÁO vezetői, hogy vendég rendező, az olasz Cesare Lievi állítja majd színpadra a Bánk bánt a 2010-ben kiadásra került kritikai kiadás alapján. Nem sokkal ezután az opera vezetősége közölte, hogy nem az eredeti Egressy-féle szöveggel kerül felújításra a darab. A librettót Térey János írta volna át, ám nem sokkal Kovalik Balázs menesztése után, Vass Lajos igazgató lefújta a bemutatót. Hogy pontosan miért, azt nem lehet tudni, mert az operaház nem adott ki hivatalos tájékoztatót a bemutató törléséről. Az operaház honlapjának június-augusztusi állapota szerint az ősváltozat csak egyetlenegy alkalommal, 2010. november 7-én hangzott volna el koncertszerű előadás keretein belül. Aztán a nagy érdeklődés miatt végül a november 6-ra tervezett Erkel operagálát törölték és helyette az ős Bánk bán tűzték műsorra. Tehát végül két ős Bánk bán előadásra került sor a Magyar Állami Operaházban az Erkel bicentenárium alkalmából, és már nem teljesen koncertszerűen. A félig szcenírozott előadást ifj. Palcsó Sándor rendezte, a karmester Héja Domonkos volt. Az évad többi részében az opera átdolgozott verzióját játsszák, de Győriványi Ráth György, az operaház ideiglenes főzeneigazgatójának blog bejegyzése szerint, az ünnepi előadás zenei anyagából hangfelvételt fognak készíteni, a kulturális államtitkár támogatásával. A két ünnepi előadást végül az eredeti librettóval adták elő, a november 6-ai előadást felvette a Magyar Televízió, és két ízben le is vetítette. Végül azonban mégsem a teljes, vágatlan zenei anyag hangzott el: a partitúrából kihúztak több közzenét és a második felvonás fináléját. Azonban tény, hogy a budapesti közönség több mint hetven éve nem hallhatta az opera autentikus verzióját a maga eredeti valójában.
Időközben Győriványi közölte, hogy a következő évadban a kritikai kiadás alapján készült Bánk bán előadást készítenek elő. Káel Csaba 2002-es rendezését alkalmazzák majd az ősváltozathoz, de húzásokat alkalmazni fognak a zenei anyagon. Közben 2010-ben Plácido Domingo bejelentette, hogy nemzeti operánkat színpadra vinné a Los Angeles-i Operaházban, magyar állami támogatással. A tervek szerint két előadás lenne Amerikában nemzetközi szereplő gárdával, de magyar nyelven. Az előadásokat maga Domingo vezényelné. A Bánk bán tervezett előadása azonban meghiúsult.

## Szereplők
| Szereplő                                         | Hangfekvés                |
| ------------------------------------------------ | ------------------------- |
| II. Endre, Magyarország királya                  | bariton vagy basszbariton |
| Gertrúd, királyné                                | mezzoszoprán              |
| Ottó, Gertrúd öccse, Berchtold meráni herceg fia | tenor                     |
| Bánk bán, Magyarország nádora                    | tenor                     |
| Melinda, a felesége                              | szoprán                   |
| Petúr bán, bihari főispán                        | bariton                   |
| Tiborc, paraszt                                  | bariton                   |
| Biberach, kalandor lovag                         | bariton vagy basszbariton |
| Egy királyi tiszt                                | tenor                     |
| Zászlós                                          | bariton                   |

- Énekkar: magyar és meráni nemesek
- Történik: Visegrádon és a Tisza partján, a 13. században
- Színhelyek: I. felvonás: terem a királyi palotában; II. felvonás 1. kép: a vár tornáca, 2. kép: a királyné szobája a várban; III. felvonás 1. kép: a Tisza partja, 2. kép: a trónterem a palotában.
- Játékidő: az átdolgozott verzió két és fél óra, az eredeti verzió körülbelül 3 óra.

## Cselekménye

### Az átdolgozott változat cselekménye

#### Első felvonás
Ottó közli Biberachhal, hogy megszerzi magának Melindát, bármi áron. Ezután bevonul a báli ünnepségre a vendégsereg. Petúr háborog, amiért királyné és hívei két kézzel szórják a pénzt. Hívei megpróbálják csendesíteni, hogy ne keltsenek feltűnést. Bordalt kérnek tőle, s Petúr eleget tesz kérésüknek, de keserű bordalt énekel, majd közli híveivel, hogy hazahívta Bánkot, hogy a nagyúr végre saját szemével lássa, mi folyik az udvarban. Ezután Ottó jelenik meg Melindával és a királynéval. A herceg szép szavakkal udvarol az asszonynak, aki elutasítja közeledését. Kétértelmű szavaival a királyné is biztatja Melindát.
Ezután érkezik haza Bánk, aki előtt Petúr feltárja, hogy összeesküvésre készülnek Gertrúd ellen. Bánk esztelennek tartja az ötletet, de amikor Petúr azt mondja, hogy a titkos összejövetelükre a belépő jelszó Melinda, megváltozik a véleménye. Ebben az is közrejátszik, hogy közben megjelenik Biberach is, aki közli vele, hogy ha látni akarja együtt Ottót és Melindát, akkor rejtőzzön el a lépcsőfordulónál.
Ezután következik Melinda és Ottó jelenete. A herceg heves szavakkal ostromolja az asszonyt, szerelmet vall neki, könyörög, végül térde is esik. Melinda ekkor Bánkra emlékszik, majd kéri Ottót, hogy bocsássa el. A férfi kétségbeesésében még hevesebben ostromolni kezdi az asszonyt. Végül Melinda elszalad, Ottó pedig utánaered. Bánk kihallgatta a jelenetet, és most teljesen lesújtva érzi magát, bosszút esküszik a herceg ellen. Bánk távozik, és ismét Ottó tűnik fel, ezúttal Biberach kíséretével. A kóbor lovag azt tanácsolja neki, hogy keresse fel Melindát és kérjen tőle bocsánatot. Kétféle port ad neki: altatót a királyné, és bódító szert Melinda számára.

#### Második felvonás
1. kép: Bánk az ország nyomorán kesereg. Töprengéseit Tiborc zavarja meg, akit először útonállónak néz. Tiborc felpanaszolja neki a parasztok nyomorát, de Bánkot annyira gyötri saját fájdalma, hogy alig tud rá figyelni. Majd egy sebhelynek köszönhetően felismeri Tiborcban régi megmentőjét. Ekkor Biberach hozza a hírt, hogy Ottó terve sikerült. Bánk összeroskad, a megjelenő Melinda előtt elátkozza gyermeküket. Az asszony megrémül férje szavaitól, és arra kéri, hogy inkább ölje meg őt, de kisfiukat ne átkozza. Bánk végül megbocsát zavart feleségének, és gyermekével együtt Tiborcra bízza.
2. kép: Bánk felkeresi a királynét a lakosztályában. Gertrúd eleinte gőgösen számon kéri a nagyurat, amiért ráront és alaptalanul vádolja, s megfenyegeti, hogy ezért számolnia kell. Ezután Bánk veszi át a szót, aki felpanaszolja az ország nyomorát, a tényt, hogy a királyné mulatozik, miközben férje, a király messze földön harcol, és hogy a királyné testvérének kedvéért még a kerítőnő szerepét is magára vállalta. Bánk szavai egyre hevesebbek, Gertrúd megrémül és segítségért kiált. Ottó szalad be, de Bánkot meglátva rémülten elmenekül. A nagyúrnak ez volt az utolsó csepp a pohárban. Haragja egész Meránia ellen fordul; ekkor Gertrúd tőrt ragad, de Bánk kicsavarja azt a kezéből, és végül ő szúrja le vele a királynét.

#### Harmadik felvonás
1. kép: Tiborc és Melinda a Tisza partjára érkezik. Az asszony elméje egyre zavarosabb: egy madárról hallucinál, akit el akar hessegetni, majd egy gerlepárról énekel. Tiborc csónak után néz. Közben vihar tört ki, Melinda elméje teljesen elborul, és kisfiával együtt a folyóba veti magát.
2. kép: A király hazatért a csatából, de itthon nem fényes ünnepséggel, hanem neje ravatalával fogadják. Elé vezetik a békétlenek vezéreit, akiken számon kéri a királyné meggyilkolását, de Petúr és társai végig tagadnak. Végül megjelenik Bánk, és magára vállalja a gyilkosságot. A király ekkor kardot ránt és meg akar vívni vele. Bánk azonban hűséges királyához, így nem akar vívni vele. A jelenetet Tiborc megjelenése szakítja félbe, aki hordágyon hozatja be Melinda és kisfia holttestét. A nagyúr összeroppan a fájdalomtól, és közli a királlyal, hogy már bosszulva van.

### Az eredeti változat cselekménye

#### Első felvonás
A királyi palotában ünneplő vendégek kórusával indul az opera. A vidám hangulatot csak Petúr keserű kifakadása zavarja meg, aki nem bírja tétlenül nézni, hogyan tékozolják el a nagyurak a királynéval együtt az ország vagyonát. Hívei csitítani próbálják, hogy ne keltsenek feltűnést, végül bordal éneklésére ösztönzik. Petúr keserű bordalt énekel, majd elmondja a békétleneknek, hogy hazahívta Bánkot, hogy a nagyúr saját szemével lássa, mi folyik az udvarban. Ezután Ottó, Melinda és Gertrúd lép színre a mulatozókkal. Ottó szép szavakkal próbál hatni Melindára, aki elhárítja közeledését, de még Gertrúd is biztatja kétértelmű szavaival az asszonyt. Ottó jelenti, hogy egy futár a király győzelmeiről hozott hírt, erre inniuk kell. Hosszabb táncjelenet következik.
Ennek végével Petúr és a békétlenek elvonulnak, majd Gertrúd és kísérete is távozik, Ottó és Melinda kettesben maradnak. A herceg hevesen ostromolni kezdi az asszonyt. Biberach ezt látva eloson, hogy felkeresse Bánkot. A nagyúr azonban magától is belebotlik feleségébe és udvarlójába. Elrejtőzik, és nem akar hinni a szemének. Ottó szavaiban egyre hevesebb láng ég, végül letérdel Melinda előtt, aki férjére emlékezik. A herceg ezután mind kétségbeesettebben próbálkozik, az asszony végül elszalad. Biberach jelenik meg, aki altatót és bódító szert ad Ottónak: az altatót a királyné poharába tegye, a bódítószert Melindáéba. Ezután kérjen bocsánatot imádottjától, majd várja meg, amíg a szer hatni kezd. Így beteljesülhetnek vágyai.
A következő jelenetben Bánk elénekli franciás románcát, majd Biberach megerősíti benne, hogy amit az imént látott, az igaz volt. A kóbor lovag feltüzeli a nagyurat Ottó ellen: szerinte csak úgy tudja tisztára mosni a nevét, ha megöli a csábítót. Eközben Bánk haragja Gertrúd ellen irányul, mert a királyné kérte tőle, hogy küldje feleségét az udvarba, amíg ő távol van. Ezután következik a finálé: Melinda tiszteletlen szavakkal, ironikusan köszöni meg az estét a királynénak, aki haragra gerjed és elküldi az asszonyt.

#### Második felvonás
1. kép: Biberach Bánkot a palota egyik termében hagyta. A nagyúr szívét kétségek gyötrik, az ország gyötrelmein kesereg. Töprengéseit Tiborc zavarja meg, akit először útonállónak néz. Tiborc elpanaszolja nyomorát, a paraszti sors nehézségeit. Bánk felismeri benne egykori megmentőjét, és bőségesen megjutalmazza a férfit: annyi pénzt ad neki, hogy ezután egy ideig ne legyenek gondjai.
Ezután Biberach hozza a hírt, hogy Ottó végrehajtotta tervét. Bánk megalázva érzi magát, és elátkozza gyermekét a felesége előtt. Melinda ezután arra kéri, hogy inkább ölje meg, csak kisfiát ne bántsa. A férfi végül megbocsát az asszonynak, és Tiborcot kéri meg, hogy várába vigye Melindát és gyermeküket. Az asszonyon már kezdenek mutatkozni az őrület jelei.
2. kép: Bánk felkeresi Gertrúdot. Az asszony először számon kéri a nagyurat, hogy minden előzetes bejelentés nélkül rátört és megrágalmazta. Ezután Bánk kezdi el a számonkérést: a királyné nem segített a szenvedő népen, mulatozik, miközben férje messze földön harcol, és öccse kedvéért még a kerítőnő szerepét is elvállalta. Gertrúd egyre jobban megrémül, segítségért kiált. Ottó fut be a kiáltozásra. Bánk számára ez az utolsó csepp a pohárba, a csábító megjelenése végleg kihozza sodrából, szidni kezdi a merániakat, mire a királyné rátámad. Bánk kicsavarja kezéből a tőrt, és leszúrja vele az asszonyt.
Ezután kitör a lázadás, a békétlenek lemészárolják a meráni vitézeket. A vérengzés közepén érkezik meg a király, aki felelősségre vonja a lázadókat és számon kéri rajtuk felesége megölését, de ők tagadnak: Gertrúdhoz nem nyúltak egy ujjal sem. Végül a király megígéri, hogy tettükhöz méltó büntetést fog rájuk mérni.

#### Harmadik felvonás
1. kép: Tiborc át akarja vinni a Tiszán Melindát és annak kisfiát. Az asszony elméje egyre jobban elborul. Egy madárról hallucinál, akit el akar hessegetni, majd dalt énekel két kismadárról. Tiborc csónak után néz, közben vihar támad. Melinda lelke egyre jobban háborog, nem hallgat kísérője szavára sem, és a folyóba veti magát kisfiával.
2. kép: Gyászkórus siratja Gertrúdot a ravatalnál, a király kesereg hitvese halála miatt. Egy tiszt azzal vigasztalja, hogy megbüntették a gyilkost, aki Petúr volt. A király nem biztos ebben. Ezután felvezetik a további elítélteket is, akiket Endre szembesíteni akar Gertrúd holttestével. Az elítéltek tagadják bűnösségüket a királyné meggyilkolásában, egyébként arra hivatkoznak, hogy ők csak azt tették, ami szerintük az ország javára vált. Ekkor jelenik meg Bánk, és magára vállalja a királyné meggyilkolását. A király kardot ránt, és párbajra hívja a nagyurat, de Bánk nem akar megvívni Endrével. Közben megérkezik Tiborc. Hordágyon hozatja Melinda holttestét, elmondja mi történt. Bánk lelkileg összetörik, és a király tudtára adja, hogy Isten már megbosszulta.

## Átdolgozás kontra eredeti verzió
Az utóbbi években több vita is folyt arról, hogy továbbra is az átdolgozott verzió maradjon-e műsoron, vagy esetleg az eredeti verziót kellene színpadra állítani. Tallián Tibor és Fodor Géza már régóta kardoskodott az eredeti verzió mellett, míg egyesek kitartóan védték Nádasdyék átdolgozását.
Az, hogy a huszadik század első felében történelmi operákat dolgozzanak át, szinte természetes volt, ezenkívül Radnai Miklósnak igaza volt, amikor a szövegkönyvet kritizálta: Egressy Béni verssorai a korabeli magyar irodalmi életben is csak harmadrangúnak számítottak, a prozódiája pedig még ennél is rosszabb, de Erkel mentségre szól, hogy a korszakban más operaszerzők sem nagyon foglalkoztak a prozódia kérdésével. Nádasdy Kálmán gyakorlott színházi emberként világosan látta azt a szakadékot is, ami a Katona-dráma és a librettó között tátongott. Abból, hogy az átdolgozók a cselekményt és a szöveget is a Katona-drámához közelítették, nyilvánvaló, hogy a prózai színdarab opera párját kívánták megalkotni. Nádasdy ezért részben Katona szövegeire cserélte a librettó 95%-át.
Az operában a békétleneknek eredetileg nagyon kis szerep jutott: mindössze a bordal és az azt megelőző rövidke jelenet. Petúr szerepe is csak erre a rövid időre korlátozódik: Bánkkal énekelt kettősét eredetileg Biberach-hal énekelte a nagyúr. Biberachot Egressy jágói figurává alakította, de az átdolgozásban csekély szerepe van az eseményekben. A zenedráma felé közelítette a darabot a zárt számok határainak a felszámolása, a recitativók zenei anyagából Rékai összekötő zenét komponált az egyes számok közé.
Az első felvonás az átdolgozott verzióban Ottó és Biberach jelenetével indul, rájátszva a prózai darab prológusára. Eredetileg az opera egy báli nyitókórussal vette kezdetét, amelynek kétszeri megszólalása keretezte a darab voltaképpeni expozícióját. Nádasdyék megoldása nem elhibázott, de idegen az Erkel-korabeli opera dramaturgiai megoldásoktól.
A második felvonást eredetileg a király hazatértével, a lázadók elfogásával zárták a szerzők, de Nádasdy hatásosabbnak gondolta, ha Gertrúd megölése után legördül a függöny. Ez valóban jobb dramaturgiai megoldás, mint Egressy verziója. A szövegkönyvíró eredeti szándéka azonban az volt, hogy az ártatlanok elfogása után következzék a valódi bűnös leleplezése, így az eredeti alkotói szándék az átdolgozás következtében megint csorbát szenvedett. A király második felvonásbeli áriáját Nádasdyék a harmadik felvonásba helyezték át, erősen meghúzva. Fodor Géza felhívta rá a figyelmet, hogy a Donizetti- és a Bellini-operák fináléit is esetenként hasonló módon csonkították meg: az átdolgozók puszta formalitásnak tekintették a kérdést. Ily módon a király csak a tetemrehíváskor szembesül a lázadókkal és felesége gyilkosával. A második felvonás viola d’amore szólója összekötő zeneként szolgál a felvonás két képe között Nádasdyéknál, holott eredetileg Melinda áriájának hosszú bevezetője volt.
Az átdolgozók szakmai felkészültségét nem lehet kétségbe vonni, azt sem, hogy átdolgozásuk nem hat egységes egészként, de nyilvánvaló, hogy nem Erkel és Egressy elképzelései szólnak mögüle. Ezért a fő kérdés az, hogy egy eszményi operát akarunk látni, hallani, vagy a korabeli opera dramaturgiai szabályokat követő eredeti alkotást, annak minden hibája ellenére? Egy hiteles erkeli koncepciót, vagy annak egy átformált verzióját? Visszatekintve egyre inkább kezd kirajzolódni az átdolgozók tévedése: egy olyan magyar történelmi nagyoperát akarták gyúrni a Bánkból, ami valójában sosem létezett. Nádasdy szövegéhez egy új Erkel kellett volna, aki ahhoz hozzáillő zenét ír.

## Az opera zenéje
Erkel a Bánk bán komponálásakor azon az úton haladt tovább, amit a Hunyadi Lászlóval megkezdett. Az opera több szempontból is az érett mester összegzésének tekinthető: szerkezetbeli megoldások és tematikus motívumok szorosan a korábbi két Erkel operához kapcsolják. A zeneszerző céltudatosabban aknázta ki az idegen és a magyar zenei stílusokban rejlő dramaturgiai lehetőségeket, mint a Hunyadi László esetében. Az első felvonásban a francia és az olaszos hangvétel uralkodik, ezek a dallamok Gertrúdot és udvarát jellemzik. A rendkívüli drámai sűrűségű második felvonásban aztán a magyaros elem lesz a meghatározó. A harmadik felvonásban Melinda őrülési jelenete egyedülálló hangszeres kísérettel megszólaló verbunkos zene. A jelenet és az archaizáló hangszerek alkalmazásának előképe Meyerbeer Dinorah című művében keresendők. A kórusrészletek kivétel nélkül az olasz opera hangján szólnak, akárcsak Bánk és Tiborc kettőse, az előjáték pedig a Verdi-operákhoz hasonlóan, módot teremt a drámai atmoszférához.
Ami a Bánk bánt a korábbi Erkel-operák fölé emeli, az a zeneszerző minden eddiginél sokkal hatásosabb drámai kifejező ereje és a szereplők zenei jellemzése. A keserű bordal dacos hangja kitűnően érzékelteti a békétlenek nekibúsult, de elszánt hangját. Ottó szólama végig lángol, izzik féktelen érzelemkitöréseitől. Melinda szólama, az Ottóval énekel kettőse kivételével, a patetikus, lassú verbunkos típusát képviseli. Azonban az őrülési jelenet egésze nem annyira a hiteles ábrázolást, mint inkább az énekesnő koloratúrtudásának a megcsillogtatását szolgálja. Bánk első felvonásbeli románca még a korabeli olasz és francia operák köznyelvén szól, csak a második felvonásban uralkodik el szólamában a magyaros hangvétel. Összességében elmondható, hogy a szólószámok Tiborc kivételével, jól jellemzik a szereplőket.
Az együttesekben azonban már megszűnik az egyéni jellemábrázolás. Az ellenfelek átveszik egymás dallamait – Melinda Ottóét, Gertrúd Bánkét –, és ezzel mintegy megszűnnek önálló jellemek lenni. A zenei anyag egészére jellemző, hogy váltakoznak benne a drámai erejű részek és a jobbára táncritmusokra épülő dallamok. A korábbi magyar operákhoz képest nagy előrelépést jelentett a mű nagy zenekara. Erkel a hangszerelés során addig új, a magyar operaszerzők által nem használt hangszereket fedezett fel (angolkürt, viola d’amore, cimbalom).
Erkel harmadik operájában a verbunkost a formaépítkezésben is felhasználta. A Tisza-parti jelenetben a verbunkos lassú-gyorsabb-még gyorsabb szerkezetét tette egy teljes jelenet tagolásának alapjává. A jelenet piccolóra írt furulya muzsikája kiemelkedik a zenei anyagból: itt a zeneszerző a valódi magyar népzenéhez rendkívül közelálló megoldásra talált.
Erkel egyenes vonalú operakoncepciójának csúcspontja a Bánk bán. A hagyományos nemzetközi opera dramaturgiai és a verbunkos zene összevegyítését ebben a műben tudta megoldani a legmagasabb művészi színvonalon. Erkel ezzel maga is tisztában volt. Ha ezen az úton haladt volna tovább, akkor csak a Bánk bán utánzatait lett volna képes újra és újra megkomponálni. Ennek köszönhető, hogy a Sarolta után komponált operáiban hol a szerkezeti felépítésben, hol a melodikus anyagban, hol pedig a zenei stílusban tért el korábbi gyakorlatától.

## Híres áriák, kórusművek
- Ha férfi lelkedet egy hölgyre feltevéd – Petúr bordala (első felvonás) szövege: Vörösmarty Mihály: „Keserű pohár”
- Lett volna vak e szem – Bánk recitativója és románca (első felvonás)
- Hazám, hazám – Bánk nagyáriája (második felvonás)
- Nagyúr! Bánk, jó napot – Tiborc és Bánk kettőse (második felvonás)
- Ölj meg engemet, Bánk – Melinda áriája (második felvonás)
- Hol van fehér homlokod liljom virága – Bánk és Melinda kettőse (második felvonás)
- Magyar hazámnak falvait bejártam – Gertrúd és Bánk kettőse (második felvonás)
- Élt egyszer régen két kis madár – Tisza-parti jelenet, Melinda áriája (harmadik felvonás)
- Száz hős csatán küzdöttem én – a király áriája (harmadik felvonás)

## Hangfelvételek
Az 1935-ös átdolgozás alapján készült, az 1950-es évekbeli Kenessey-féle Tisza-parti jelenetet tartalmazó felvétel
Gertrúd – Delly Rózsi, II. Endre – Jámbor László, Ottó – Külkey László, Bánk bán – Joviczky József, Melinda – Osváth Júlia, Tiborc – Radnai György, Petúr bán – Fodor János, Biberach – Melis György. Közreműködik a Filharmóniai Társaság zenekara és a Magyar Állami Operaház kórusa, vezényel: Komor Vilmos. A felvétel helye és ideje: Budapest, 1956. A kiadás éve hanglemezen: 2011. Monopole MONO051, 2 CD
- Megjegyzés: Mivel az eredetileg egységes színpad képet az első felvonásban Oláh Gusztáv megbontotta és több jelenetre osztotta fel a történetet, amelyek más és más helyszínen történnek, ezért Rékai több zenekari közjátékot is komponált az operához az erkeli zenei alapanyagból. Erre szükség volt annak érdekében is, hogy az eredetileg háromfelvonásos darabot két felvonásban tudják játszani. A második felvonás végén elhangzó kórus imából így egy intermezzót készített, egy zenekari betétet, amely bevezeti a harmadik felvonást, időt hagyva a színpad kép átrendezésére. Ezeket az intermezzókat az opera 1960-as években történt felújításakor elhagyták, de ezen a felvételen még hallhatóak. Ahogy a Kenessey Jenő által átdolgozott Tisza-parti jelenet is, amelyet szintén az 1960-as években hagytak el.

Az 1935-ös átdolgozás alapján készült CD-felvétel
Gertrúd – Komlóssy Erzsébet, II. Endre – Sólyom-Nagy Sándor, Ottó – Réti József, Bánk bán – Simándy József, Melinda – Ágai Karola, Tiborc – Melis György, Petúr bán – Faragó András, Biberach – Palócz László. Közreműködik a Filharmóniai Társaság zenekara és a Magyar Állami Operaház kórusa, vezényel: Ferencsik János. A felvétel helye és ideje: Budapest, 1969. A kiadás éve hanglemezen: 1969, CD-n: 1994. Hungaroton HCD 11376-77, 2 CD, ADD, Stereo.
- Megjegyzés: A felvétel minden tekintetben kifogástalan: technikailag igen jó minőségű, az előadók pedig nagy drámai kifejező erővel, pályafutásuk csúcsán, rendkívül magas színvonalon interpretálják a művet. Simándy József az egyik legnagyobb magyar tenor volt, akinek neve összeforrt a címszereppel.

Az eredeti verzió rekonstrukciójának CD-kiadása
Gertrúd – Marton Éva, II. Endre – Gurbán János, Ottó – Daróczy Tamás, Bánk bán – Molnár András, Melinda – Kertesi Ingrid, Tiborc – Gáti István, Petúr bán – Kálmándi Mihály, Biberach – Arizier Csaba. Közreműködik a Budapesti Szimfonikus Zenekar és a Magyar Fesztiválkórus, vezényel Oberfrank Géza. A felvétel ideje és helye: Budapest, Olasz intézet, 1993. szeptember. A kiadás éve 1993. Alpha Line Records ALR 005-07, 3 CD, DDD, Stereo.
- Megjegyzés: A fentebb ismertetett felvétel ma már nehezen hozzáférhető, kereskedelmi forgalomban nem kapható. A felvétel szövegét Oberfrank Géza teljesen átírta, ezenkívül a partitúrát helyenként meghúzta. Ezért a kritikai kiadás CD felvételének megjelentetése után nem szerencsés az eredeti verzió, kvázi az ősváltozat CD kiadásaként emlegetni az 1993-as kiadást, mint ahogy azt a legtöbb operakalauz (így a Barangolások az opera világában I. kötete vagy Boyden Az opera kézikönyve című művének magyar szerzők által írt kiegészítése) teszi.

A Káel Csaba rendezte operafilm anyaga alapján készült CD-kiadás
Gertrúd – Marton Éva, II. Endre – Kováts Kolos, Ottó – Gulyás Dénes, Bánk bán – Kiss-B. Atilla, Melinda – Rost Andrea, Tiborc – Miller Lajos, Petúr bán – Sólyom-Nagy Sándor, Biberach – Réti Attila, Sólom mester – Asztalos Bence. Közreműködik a Magyar Millennium zenekara és a Magyar Nemzeti Énekkar, vezényel Pál Tamás. A felvétel helye és ideje: Budapest 2002, a kiadás éve CD-n: 2003. Teldec 0927-44606-2, 2 CD, DDD Stereo.
- Megjegyzés: A produkció zenei anyaga megegyezik az átdolgozott verzióéval, mindössze az első felvonás végén találkozhatunk egy addig nem játszott, a rendező által visszaállított részlettel.

A kritikai kiadás alapján készült CD-felvétel
Gertrúd - Lukács Gyöngyi, II. Endre - Busa Tamás, Ottó - Fekete Attila, Bánk bán - Bándi János, Melinda - Kertesi Ingrid, Petur bán - Kálmándi Mihály, Biberach - Szegedi Csaba, Tiborc - Perencz Béla, Királyi tiszt - Beöthy-Kiss László. Közreműködik a Magyar Állami Operaház ének- és zenekara, vezényel: Héja Domonkos. A felvétel ideje és helye: 2011. január 3-10. a Magyar Állami Operaház Jókai utcai próbaterme (Budapest). A kiadás éve: 2011. március. Magyar Állami Operaház Opera Studio 001, 3 CD DDD Stereo
- Megjegyzés: a felvétel a Dolinszky Miklós által közre adott, az MTA Zenetudományi Intézete és a Rózsavölgyi és Társa által közösen megjelentetett, kritikai kiadáson alapul. A zenén és a szövegen semmilyen változtatást nem hajtottak végre. Így jelenleg ez a felvétel tekinthető az opera egyetlen autentikus CD kiadásának. Az alább ismertetett felvételek mind jelentősebb húzásokkal, illetve a szövegkönyv átírásával, valamint az utolsó két felvétel esetében az eredeti zenei, dramaturgiai megoldások megváltoztatásával készültek. A fentebb ismertetett változat sem húzás nélküli: kihúzták többek között az első felvonás balettzenéjét és a második felvonásban a király bevonulási indulóját.

## Feldolgozások
- Bánk Bán (1974), rendező: Vámos László, szereplők: Simándy József, Szoboszlai Sándor, Komlóssy Erzsébet, Réti József
- Bánk Bán (2002), rendező: Káel Csaba, szereplők: Kiss B. Attila, Marton Éva, Rost Andrea, Kováts Kolos